# DIN 6771
Die DIN-Norm DIN 6771 des Deutschen Instituts für Normung regelte das Format von Zeichenblättern und deren Beschriftung im Schriftfeld bei technischen Zeichnungen. Sie beinhaltete weiterhin Vordrucke für Stücklisten und für Schaltpläne in technischen Unterlagen.

## Teil 1: Schriftfelder für Zeichnungen, Pläne und Listen
Seit Mai 2004 ist die internationale Norm EN ISO 7200 gültig, welche die DIN 6771-1 ersetzt. Alle technischen Zeichnungen erhalten ein Schriftfeld. Es wurde im Abstand von je 7,12 mm von den Blattkanten so angeordnet, dass es nach dem Falten, was in DIN 824 geregelt ist, auf das Format A4 in Leserichtung erkennbar war. Das Schriftfeld nach DIN 6771-1 besaß eine Breite von 182,88 mm und eine Höhe von 54,99 mm.
Ein Muster des veralteten Schriftfeldes nach DIN 6771-1:1970-12 zeigt folgendes Bild:

## Teil 2: Vordrucke für technische Unterlagen; Stückliste
Die Stückliste fasst alle Bauteile, Bauelemente, Gruppen und Geräte zusammen, die für das Gesamtelement notwendig sind und auf der Zeichnung dargestellt sind. Die DIN 6771-2 wurde im Oktober 2007 ohne Ersatz zurückgezogen, da am Formular kein Bedarf mehr bestand.

### Stückliste Form A
Die Stückliste besitzt das Format A4 oder A3 und liegt hochkant vor. Sie beinhaltet:
- Schriftfeld nach DIN 6771-1 (s. o.)
- darüber die Spalten:
  - Position
  - Menge
  - Einheit
  - Benennung
  - Sachnummer
  - Bemerkung

### Stückliste Form B
Die Stückliste besitzt das Format A4 und liegt quer vor. Sie beinhaltet:
- Schriftfeld nach DIN 6771-1 (s. o.)
- darüber die Spalten:
  - Position
  - Menge
  - Einheit
  - Benennung
  - Sachnummer
  - Werkstoff
  - Gewicht in kg/Einheit
  - Bemerkung

## Teil 5: Vordrucke für technische Unterlagen; Schaltplan im Format A3
Auch diese Norm wurde ersatzlos zurückgezogen.

## Teil 6: Vordrucke für technische Unterlagen; Zeichnungen
(früher DIN 823:1980-05, ersetzt durch EN ISO 5457:1999-07)
| Format | unbeschnitten (Kleinstmaß) | beschnitten      | Zeichenfläche    |
| ------ | -------------------------- | ---------------- | ---------------- |
| A0     | 880 mm × 1230 mm           | 841 mm × 1189 mm | 821 mm × 1159 mm |
| A1     | 625 mm × 880 mm            | 594 mm × 841 mm  | 574 mm × 811 mm  |
| A2     | 450 mm × 625 mm            | 420 mm × 594 mm  | 400 mm × 564 mm  |
| A3     | 330 mm × 450 mm            | 297 mm × 420 mm  | 277 mm × 390 mm  |
| A4     | 240 mm × 330 mm            | 210 mm × 297 mm  | 180 mm × 277 mm  |